# Castello di Formigine
Das Castello di Formigine ist eine mittelalterliche Burg im Zentrum der Gemeinde Formigine in der italienischen Region Emilia-Romagna. Sie liegt an der Piazza Calcagnini 1.
Der Sage nach wurde die Burg im 13. Jahrhundert erbaut; kürzlich von Sauro Gelichi von der Universität Venedig durchgeführte, archäologische Nachforschungen haben es jedoch ermöglicht, den ursprünglichen Kern der Burg auf das 10. Jahrhundert zu datieren. Der erste urkundliche Nachweis, der die Existenz der Burg bezeugt, stammt von 1201 und lautet:

„Castrum Formiginis aedificatum fuit per Commune Mutine (...)“
(dt.: Die Burg Formigine wurde von der Gemeinde Modena erbaut (…))

Vom 14. Jahrhundert an wurde der befestigte Komplex wesentlichen Umbauten unterzogen: Nach einigen ersten, architektonischen Veränderungen unter den Adelardis und den Azzos da Castello erhielt Marcus I. Pius das Castello di Formigine von Niccolò III. d’Este zu Lehen und verlieh ihm seine heutige Form.
Im Grabungsgelände im Inneren der Burg blieben Spuren der alten Gebäude erhalten: Es finden sich noch die Reste der Festungsmauer aus dem 13. Jahrhundert, der Pieve San Bartolomeo „della Rocca“ und des mittelalterlichen Friedhofes, der die Kirche umgab. Die archäologischen Untersuchungen, die vom Ende der 1990er-Jahre bis zum Beginn der 2000er-Jahre durchgeführt wurden, haben auch die spätmittelalterliche Siedlung ans Licht gebracht, die sich in der Nähe der Festungsmauer im 14. Jahrhundert gebildet hatte (auf einem Gelände, das heute im Inneren der Umfassungsmauer der Burg liegt).
In der Burg sind nach einer umfassenden Restaurierung seit 2007 das Museo Multimediale mit Installationen des Studio Azzurro und ein Dokumentationszentrum untergebracht.

## Geschichte
Die Daten, die während der Grabungskampagne unter der Leitung von Professor Sauro Gelichi von der Universität Venedig gesammelt wurden, erlauben es, die ersten Spuren der Ansiedlung auf das 10. Jahrhundert zu datieren, wobei diese mit einer Kirche, die dem Heiligen Bartholomäus geweiht war, und einem umgebenden Friedhofes verbunden war. Die Burg stammt von 1201, als die Gemeinde Modena nach einer Niederlage der Truppen von Reggio nell’Emilia sich entschloss, die Grenze zum Gebiet der Nachbarstadt zu bewachen, indem sie in Formigine einen Festungskomplex errichtete.
Mit der Übernahme durch die Adelardis und der Azzos da Castello wurden die Verteidigungsstrukturen aus dem 13. Jahrhundert umgebaut. 1405 verlehnte Herzog Niccolò III. d’Este Marcus I. Pius zahlreiche Besitzungen im Bereich der Hügel am Fuße des Apennins in der Provinz Modena, darunter auch Formigine, wie die 56 Fresken im Sala delle Vedute (dt.: Aussichtsraum) des Castello di Spezzano bezeugen. Unter der Herrschaft von Pius erhielt die Burg ihr heutiges Aussehen: Neben der mittelalterlichen Festung namens „Rocchetta“ wurden der markgräfliche Palast, die Wohnstatt der Herren von Carpi, und der Uhrenturm, der öffentliche Regierungssitz, erbaut. Die Bevölkerung wurde nach und nach auf das Gelände außerhalb der Mauern umgesiedelt und die Kirche wurde zur Burgkapelle.
1599 führte der Tod von Marcus III. Pius ohne Erben zur Rückgabe der Burg an das Haus d’Este, das sie bis 1648 behielt und dann an den Markgrafen Mario Calcagnini, einen herzoglichen Staatsdiener, verlehnte. Um die Mitte des 18. Jahrhunderts wurde im Südostteil der Anlage ein Gebäude errichtet, das als Gefängnis gedacht war; das Erdgeschoss des Uhrenturmes diente demselben Zweck. In der Folge der napoleonischen Besetzung wurde die Burg 1796 dem republikanischen Staatseigentum einverleibt. 1811 wurde sie mit Ausnahme des Uhrenturms, der „Rocchetta“, der Gefängnisse und der Freifläche namens „Gioco del Pallone“ (dt.: Ballspiel) den Markgrafen Calcagnini zurückgegeben. Die genannten Teile verblieben in Besitz der Kommune.

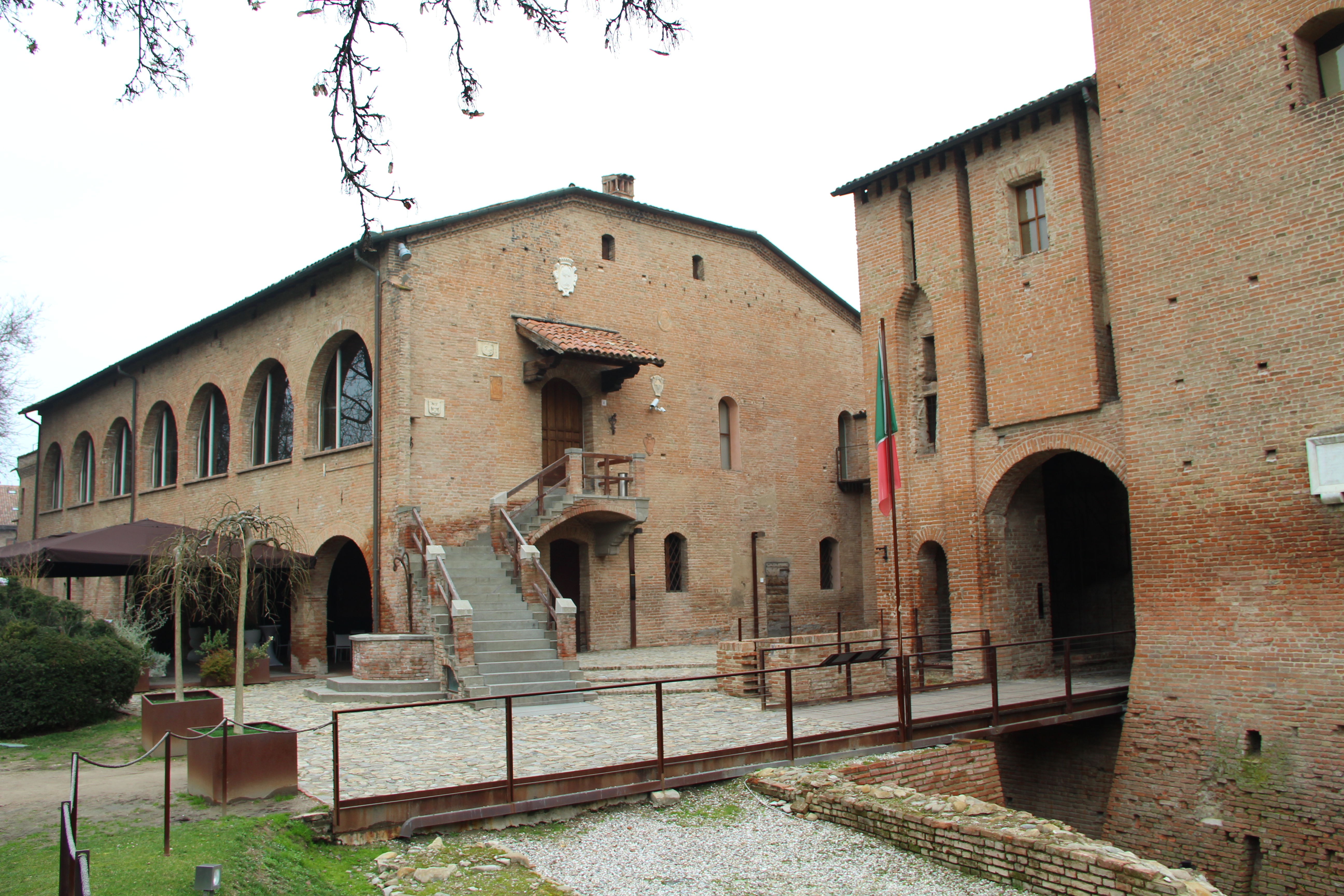
In der Burg

Anfang des 19. Jahrhunderts wurde der markgräfliche Palast in Wohnungen umgebaut; der Turm in der Mitte beherbergte den Uhrenwächter und die „Rocchetta“ war Sitz des Vizeregenten (des örtlichen Magistrats) und der Dragoner. 1838 nahm die Kommune die Adelswohnung des markgräflichen Palastes in Besitz und nutzte sie für ihre Büros. In der ersten Hälfte des 20. Jahrhunderts blieb die Burg Sommerresidenz der Markgrafen Calcagnini und später ihrer Erben, der Grafen Gentili-Calcagnini.
Im April 1945 wurde Formigine hart durch Luftangriffe betroffen: Durch den Abwurf einer Bombe in den inneren Garten der Festung stürzte das unterirdische Gewölbe des Uhrenturms ein, das als Luftschutzkeller ausgebaut worden war: 20 Personen kamen unter den Trümmern um, darunter auch die Besitzer. Wunderbarerweise wurde deren wenige Monate alte Tochter, die Gräfin Maria Alessandra Gentili-Calcagnini d’Este, gerettet.
Am Ende des Krieges war der markgräfliche Palast durch die Bombardements fast vollständig entkernt. Eine der ersten Maßnahmen der Gemeindeverwaltung war der Kauf des gesamten Komplexes, um diesen, sobald er wiederhergestellt und die schwer beschädigten Teile rekonstruiert worden waren, als ihr neues Domizil zu nutzen. Diese Nutzung blieb bis 2002, als die Gemeindeverwaltung die Verlegung ihrer Büros beschloss, um mit dem Projekt der Restaurierung und neuen Nutzung fortzufahren. Das Denkmal ist für immer das Zentrum des gesellschaftlichen und kulturellen Lebens der Gemeinde.

## Beschreibung

### Das archäologische Grabungsgelände
Von 1998 bis 2006 führte eine Gruppe von Gelehrten unter der Leitung von Professor Sauro Gelichi, Dozent der Universität Venedig, Untersuchungen durch, um zu klären, was dort vor dem Bau der Burg war, welche Funktion die Festung hatte und welche Umbauten sie im Laufe der Zeit über sich ergehen hatte lassen.
Die archäologische Untersuchung brachte die Reste der alten Kirche San Bartolomeo und den umgebenden Friedhof ans Licht, sowie einen Teil der Umfassungsmauer der Burg, die 1201 erbaut und Ende des 14. Jahrhunderts abgerissen wurde, aber vor allen Dingen wurden dabei die spätmittelalterliche Siedlung (13.–14. Jahrhundert) und die Lebensphasen vor dem Bau den heutigen Verteidigungskomplexes entdeckt.
Die Existenz einer spätmittelalterlichen Siedlung wurde durch die Entdeckung einiger Gräber im östlichen Teil des Friedhofes und durch den Fund eines ottonischen Denars der Münze von Pavia (962–977) bestätigt. Die Untersuchungen, einschließlich der DNA-Analyse, einiger am Friedhof (in Gebrauch bis zum Beginn des 15. Jahrhunderts) gefundenen Überreste lieferten Informationen über das Geschlecht, das Sterbealter und die physischen Eigenschaften der Bewohner, ebenso wie über ihre erblichen und ergonomischen Eigenschaften (verursacht durch die Art ihrer Arbeit). Auch die Untersuchungen über die Begräbnisrituale wurden vertieft: Die Verstorbenen hatten keine Totenhemden, sondern wurden in ihren Kleidern und zusammen mit einfachen Devotionalien (Rosenkränzen, Kreuzen aus Knochen) oder mit persönlichem Schmuck (Ringen, Schnallen usw.) begraben.
Dank der Arbeit der Archäologen und Anthropologen wissen wir, dass die ländliche Gemeinde aus dem 10. oder 11. Jahrhundert im 14. Jahrhundert eine stabile Siedlung mit Straßen, Plätzen, Wohnhäusern und Werkstätten ins Leben rief, die sich in der Nähe der Kirche und der Festung aus dem 13. Jahrhundert befand. Diese Siedlung wurde im 15. Jahrhundert zerstört, als die Pius mit dem Bau der Burg zu Ende kamen, indem sie ein neues Wohngebäude (den heutigen markgräflichen Palast) und einen Mauerring, umgeben von einem Graben bauten und das Gelände innerhalb des Mauerrings zu ihrem eigenen Privatgarten machten. Bei der Ausgrabung der Siedlung aus dem 14. Jahrhundert wurden Reste von Holz- und Ziegelbauwerken, Möbeln und Werkzeugen aus Metall, Knochen und Glas gefunden.
Die Bedeutung der Grabungen und Untersuchungen ergibt sich aus der Möglichkeit, die Geschichte des Denkmals, aber vor allen Dingen die Geschichte der Gemeinde, zu rekonstruieren. Das Castello di Formigine erwies sich als archäologische Grabungsstätte von regionaler Bedeutung.

### Die „Rocchetta“
Die „Rocchetta“ ist der Teil des Castello di Formigine, der die Verteidigungsanlagen umfasst. Er besteht aus dem Südostturm, dem Bergfried (als „Uhrenturm“ bezeichnet) und dem Wachhaus mit den doppelten Ravelins, von dem aus man die Zufahrtsstraße zu Festung überwachen und die Mechanismen der vier Zugbrücken (zwei Fußgängerbrücken und zwei Brücken für Fuhrwerke) bedienen kann. Dieser Komplex wurde vom Ende des 14. Jahrhunderts bis zum Beginn des 15. Jahrhunderts vollständig umgebaut und steht an der Stelle, an der sich früher die Festung, die die Stadt Modena 1201 errichtete, stand.

### Der markgräfliche Palast
Dies ist der Wohnteil des Castello di Fromigine, der ab dem 15. Jahrhundert im Auftrag der Familie Pius aus Carpi neben der Außenmauer der Festung errichtet wurde. Der Palast wurde im Laufe der Jahrhunderte grundlegend umgebaut: In seinem Inneren sind Spuren von Fresken (aus dem 15. Jahrhundert und aus dem 18./19. Jahrhundert) erhalten, ebenso wie Reste des originalen Mauerwerks und Spuren einer Speisekammer anschließend an die Küchen der Burg.
Heute sind in dem Palast der Versammlungssaal des Gemeinderates, Räume für die Ausrichtung ziviler Hochzeiten, Konferenzen und Versammlungen, sowie die Touristeninformation, der Eintrittskartenverkauf für das Museum und auch ein Restaurant untergebracht.

## Das multimediale Archäologiemuseum
In der „Rocchetta“, dem militärischen Teil der Burg, ist ein öffentlich zugängliches Museum untergebracht, in dem zahlreiche archäologische Funde und darüber hinaus multimediale und interaktive Installationen ausgestellt sind. Diese Elemente erfüllen das Museo di Narrazione (dt. Museum der Erzählungen) des Castello di Formigine mit Leben, das von Studio Azzurro aus Mailand, einem künstlerischen Labor, das sich seit Jahren mit multimedialer Kommunikation beschäftigt, in Zusammenarbeit mit einem wissenschaftlichen Komitee unter der Leitung von Professor ‚‘Sauro Gelichi‘‘ von der Universität Venedig geschaffen wurde. Das Museum will eine emotionale Kommunikation zwischen der Gegenwart und der Vergangenheit schaffen und wurde von Studio Azzurro als „ein echter Organismus“ definiert, der in der Vergangenheit lebt.

## Die wandernde Burg
Die „wandernde Burg“ ist ein Spektakel der Videokunst, bestehend aus einem Dreiklang von Installationen des architektonischen Projektionsmappings, das die Mauern des Castello di Formigine mit Tönen und dreidimensionalen Bildern verändert, wo Fabeln, Erzählungen, mittelalterliche und futuristische Legenden zum Leben erweckt werden. Entworfen von Delumen aus Modena wurden die beiden ersten Akte der Trilogie im Juni 2016 und im Juni 2017 auf die Außenmauern der Burg projiziert, wogegen das dritte Spektakel im Sommer-Herbst 2018 stattfand. Nach der Aufführung auf dem Platz wurde auch das Stanza del Castello Errante (dt.: Zimmer der wandernden Burg) geschaffen, ein Ort im Inneren des markgräflichen Palastes, in dem man die drei künstlerischen Installationen auf einem maßstabsgetreuen Modell der Burg erleben kann.